# S.N. Goenka
Satya Narayan Goenka (n. 30 ianuarie 1924, Mandalay, Myanmar – d. 29 septembrie 2013, Mumbai, Maharashtra, India) a fost un maestru spiritual al Meditației Vipassana.

## Biografie
S.N. Goenka a fost un industriaș pensionar și conducător al comunității indiene din Birmania. S-a născut într-o familie hindusă conservatoare. Suferind încă din tinerețe de migrene grave, a căutat un tratament; astfel a ajuns în contact, în 1955, cu Sayagyi U Ba Khin, care îmbina rolul de înalt funcționar civil cu rolul particular de profesor de meditație. Învățând Vipassana de la U Ba Khin, Goenka a descoperit o disciplină care mergea mult dincolo de ușurarea simptomelor bolii fizice și depășea frontierele culturale și religioase. Vipassana i-a transformat treptat viața în anii următori de practică și studiu, efectuate sub îndrumarea profesorului său. În 1969, S.N. Goenka a fost autorizat de către U Ba Khin ca profesor de meditație Vipassana. În acel an, el a venit în India și a început să predea Vipassana acolo, reintroducând această tehnică în pământul ei de origine. Într-o țară încă acut divizată de caste și religie, cursurile lui Goenka au atras mii de oameni din diverse medii. De asemenea, mii de occidentali au participat la cursurile Vipassana, atrași de natura practică a tehnicii.

## Traduceri în limba română
- William Hart, "Arta de a trăi. Meditația Vipassana așa cum este predată de S.N. Goenka", Ediția a II-a, Traducere din limba engleză: Anca Vultur, Editura Herald, Colecția Frontiere, București, 2006, 208 p., ISBN 973-7970-53-5

1. 1 2   https://www.irrawaddy.com/business/burmese-meditation-guru-goenka-dies-90.html Lipsește sau este vid: |title= (ajutor)
2. ↑   https://www.vridhamma.org/S.N.-Goenka Lipsește sau este vid: |title= (ajutor)
3. ↑   http://store.pariyatti.org/Art-of-Living-The-English--eBook_p_4601.html Lipsește sau este vid: |title= (ajutor)
4. ↑   https://indianexpress.com/article/news-archive/web/you-have-to-work-out-your-own-salvation/ Lipsește sau este vid: |title= (ajutor)
5. 1 2  Czech National Authority Database, accesat în 1 martie 2022